# Det latinske alfabet
 Der er for få eller ingen kildehenvisninger i denne artikel, hvilket er et problem. Du kan hjælpe ved at angive troværdige kilder til de påstande, som fremføres i artiklen.

 Denne artikel bør gennemlæses af en person med fagkendskab for at sikre den faglige korrekthed.

Det latinske alfabet er det mest brugte alfabetiske skrivesystem i dag. Det udvikledes fra det vestlige græske alfabet (det cumaeïske alfabet fra Cumae i Syditalien). Det var modificeret af etruskerne, og romerne tilpassede det for at skrive på latin.
A B C D E F Z H I K L M N O P Q R S T V X er en tidlig (arkaisk) udgave af det latinske alfabet. C stod også for G (navneforkortelsen C betyder Gaius). K var sjældent anvendt, idet de fleste ord med k-lyd stavedes med C. Bogstaverne I og V brugtes både som vokal og konsonant og blev først i middelalderen suppleret med J og U. Bogstavet W er en middelalderlig konstruktion i germanske sprog. Y (og for det meste også X og Z) findes i ord fra græsk.
Det moderne latinske alfabet er grundlaget for det engelske: Aa Bb Cc Dd Ee Ff Gg Hh Ii Jj Kk Ll Mm Nn Oo Pp Qq Rr Ss Tt Uu Vv Ww Xx Yy Zz. Mange lande har specialbogstaver og ligaturer som: Ææ Øø Þþ Ðð ß ł samt diakritiske tegn over bogstaver: Åå Öö Ëë Üü m.fl.
Specialbogstaver, ligaturer og diakritiske tegn præciserer udtalen. Lydene findes i reglen både på engelsk og fransk, og bogstavkombinationer kan gengive, hvad der på andre sprog klares med et enkelt bogstav.
| Sprog | Spire Denne artikel om sprog er en spire som bør udbygges. Du er velkommen til at hjælpe Wikipedia ved at udvide den. |